# Christian Staffa

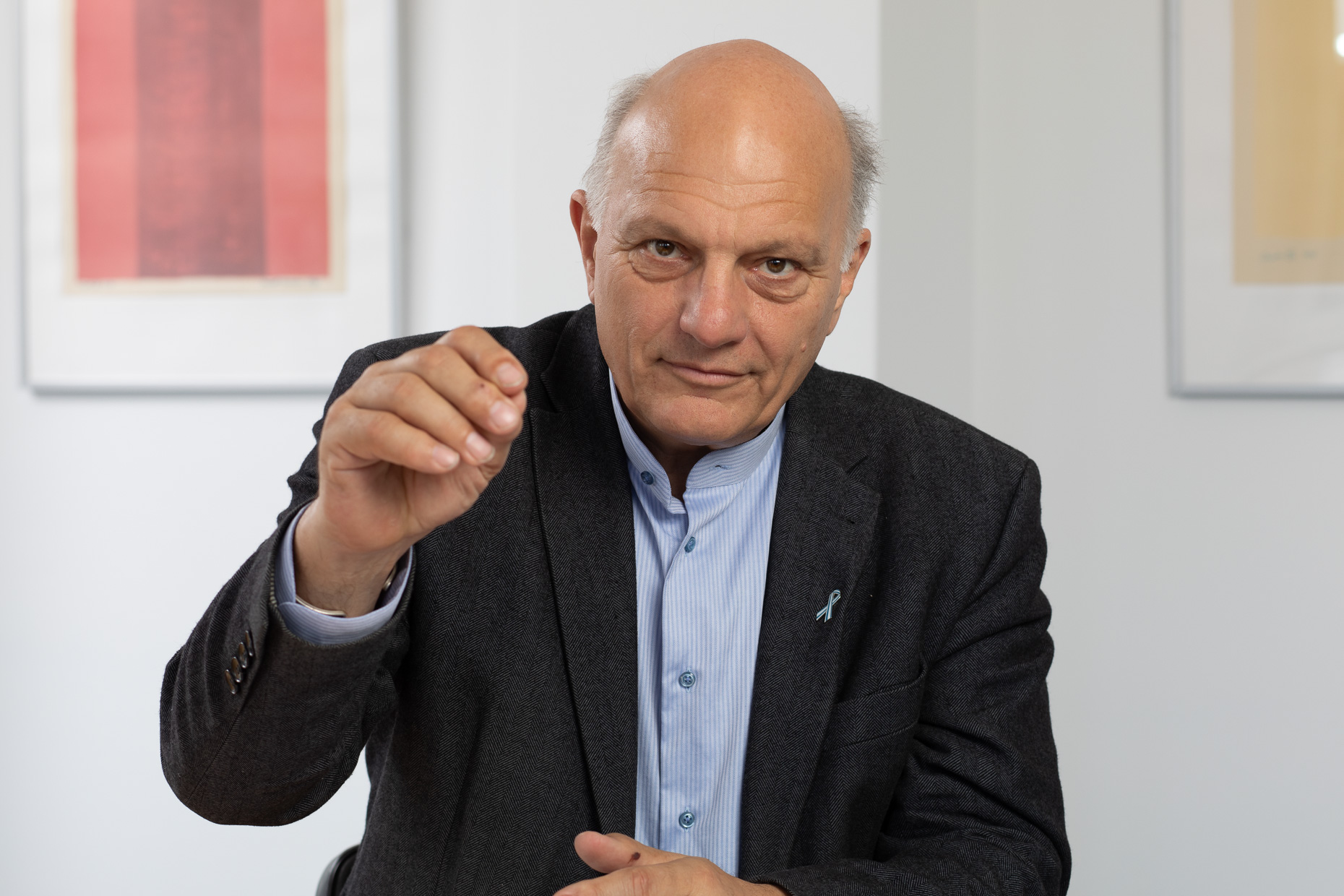
Staffa 2021

Christian Staffa (* 1959 in Essen) ist ein evangelischer Theologe. Er ist seit 2013 Studienleiter an der Evangelischen Akademie zu Berlin (EAzB) und zugleich nebenamtlich seit Oktober 2019 der erste Antisemitismus-Beauftragte der Evangelischen Kirche in Deutschland (EKD).

## Biografie
Staffa studierte Evangelische Theologie in Berlin, Tübingen und Prag. Nach dem Vikariat gründete er gemeinsam mit Manfred Jurgovsky das Institut für vergleichende Geschichtswissenschaften und arbeitete zusätzlich an der Evangelischen Akademie Sachsen-Anhalt als nebenamtlicher Studienleiter wie auch als freier Mitarbeiter der Evangelischen Akademie zu Berlin. 1998 promovierte er zum Thema Böhmische Reformation (Lex Dei und Menschensatzung). In den Jahren 1999–2012 leitete er als Geschäftsführer Aktion Sühnezeichen Friedensdienste e.V. (ASF). In dieser Zeit gründete Staffa mit dem Kulturbüro Sachsen, Karla Groschwitz und Heike Kleffner die Bundesarbeitsgemeinschaft Kirche und Rechtsextremismus (BAG K+R), die mit ihrer Arbeit gruppenbezogene Menschenfeindlichkeit innerhalb und außerhalb der Kirchen benennen und überwinden will.
Seit 2013 arbeitet Staffa als Studienleiter an der Evangelischen Akademie zu Berlin im Bereich Demokratische Kultur und Kirche/Bildung. Im Oktober 2019 wurde er zum Antisemitismusbeauftragten der EKD berufen. Der Rat der EKD brachte mit dieser erstmaligen Berufung zum Ausdruck, dass die EKD „unverrückbar an der Seite ihrer jüdischen Schwestern und Brüder stehe“.

## Arbeitsfelder und Positionen

### Antisemitismusbeauftragung
Staffa meint: „Eigentlich sind alle Christenmenschen nach biblisch theologischer Botschaft Antisemitismusbeauftragte.“ Da dies jedoch nicht die Wirklichkeit sei, brauche es einen Antisemitismusbeauftragten, der sich „um die antijüdischen Anteile [im] eigenen System kümmere und nicht nur zum Fenster hinausrede.“

### Jüdisch-christliches Gespräch
In der AG jüdisch&christlich beim Deutschen Evangelischen Kirchentag, deren christlicher Vorsitzender Staffa ist (neben seinem jüdischen Amtskollegen Doron Kiesel), setzt sich Staffa ein für die Aufarbeitung des christlich-religiös fundierten Antisemitismus. Denn nur so sei auch der säkulare Antisemitismus zu überwinden. Gemeint sind kircheneigene Gewalttraditionen, dagegen dann das Akzeptieren der Ambivalenzen im Glauben und der Verzicht auf christliche Identitätsbildung durch immer wieder auch gewaltförmige Ab- und Ausgrenzung.
Zum Deutschen Evangelischen Kirchentag 2019 in Dortmund entwickelte die AG jüdisch&christlich (ehemals: AG Juden und Christen) die Kampagne #JedesWir. Es handelte sich um einen Aufruf an Christen, sich gegen Antisemitismus in Kirche und Gesellschaft zu engagieren. Das Motto lautete „Jedes wir beginnt mit mir!“

### Antisemitismus und Protestantismus
Im Jahr 2019 war Staffa Mitglied der Steuerungsgruppe des Projekts „Antisemitismus und Protestantismus“, einer Kooperation der Evangelischen Akademien in Deutschland (EAD) sowie der Evangelischen Trägergruppe für gesellschaftspolitische Jugendbildung, das neue Konzepte zur Antisemitismusprävention im evangelischen Bildungsbereich entwickelte, da der christliche Antisemitismus sehr viel präsenter im gegenwärtigen Antisemitismus der Mehrheitsgesellschaft sei als in der Bildungsarbeit bewusst.

### Antiziganismus
Als Ergebnis der Fachtagung des Zentralrats Deutscher Sinti und Roma mit der Evangelischen Akademie zu Berlin sowie der Bundesarbeitsgemeinschaft Kirche und Rechtsextremismus im September 2017 gründete Staffa gemeinsam mit Dotschy Reinhardt und Vertretern des Zentralrates Deutscher Sinti und Roma sowie zwei anderen Evangelischen Akademien (Bad Boll und Villigst) das Netzwerk „Sinti, Roma und Kirchen in Deutschland“. Es fordert die Aufarbeitung des Antiziganismus auch der Kirchen in Deutschland und Europa, der bisher kirchlich wie gesellschaftlich noch zu wenig thematisiert würde.

### Netzwerk antisemitismus- und rassismuskritische Religionspädagogik und Theologie (narrt)
Aufgrund von Defizitanzeigen im Bereich antisemitismus- und rassismuskritischer Bildung wurde 2016 an der Evangelischen Akademie zu Berlin gemeinsam mit Nina Schmidt (seinerzeit Kirchenkreis Berlin-Kreuzberg, Mitte), Rainer Möller, Juliane Ta Van (beide Comenius-Institut) sowie Dominik Gautier (Universität Oldenburg) und Aline Seel (seinerzeit Institut Kirche und Judentum) das Netzwerk narrt (Netzwerk antisemitismus- und rassismuskritischer Religionspädagogik und Theologie) gegründet. Es vereint bundesweit 100 Mitgliederorganisationen und Einzelpersonen, unter ihnen Bildungseinrichtungen, Lehrstühle, Gemeinden, Kirchenkreise und Fortbildungsinstitute. Gemeinsam sollen Arbeitsmaterialien für die Religionspädagogik erarbeitet werden, die mit christlicher Begrifflichkeit rassistischen und antisemitischen Selbstbildern und Gesellschaftsvorstellungen etwas entgegensetzen.

### #NetzTeufel
Das Projekt „Der Teufel auch im Netz - Analyse und Aktionsformen im Kontext demokratiefeindlicher christlicher Social Media“ (NetzTeufel) an der Evangelischen Akademie zu Berlin wurde von Staffa im Zeitraum 2017–2019 initiiert und war eine Reaktion auf den wachsenden Hass im Netz. Ziel war die Analyse in den Sozialen Medien zur Verbreitung gruppenbezogener Menschenfeindlichkeit im Namen des christlichen Glaubens. Auf den Ergebnissen dieser Untersuchung basierend wurden von Timo Versemann und Kristina Herbst digitale Ansätze als Antwort auf diskriminierende Inhalte im Internet erprobt sowie durch Schulungen und Workshops Multiplikator*innen aus der kirchlichen Bildungs- und Jugendarbeit im Umgang mit dem Thema HateSpeech und HopeSpeech gestärkt.

### Labor für antisemitismus- und rassismuskritische Bildung und Praxis – DisKursLab
Als Nachfolge-Modellprojekt von NetzTeufel initiierten Kristina Herbst und Staffa das Projekt „Labor für antisemitismus- und rassismuskritische Bildung und Praxis – DisKursLab“, das in der Zeit 2020–2024 vom Bundesministerium des Innern, für Bau und Heimat, von der Landesstelle für Gleichbehandlung – gegen Diskriminierung und der Evangelischen Kirche in Deutschland gefördert wurde. Das Projekt begreift den digitalen Wandel nicht nur als technische, sondern zentral als soziale Herausforderung und gleichzeitig als Chance für Demokratisierungsprozesse. Mit innovativen (Bildungs-)Formaten für Theologie und Religionspädagogik verbindet das Projekt Fragen der Diskriminierungssensibilität, Digitalität und Demokratisierung. Am Ende des Projektes entstanden rassismuskritische (VerLernKurs) sowie antisemitismuskritische Bildungsmaterialien, die auf der Website von narrt frei zugänglich sind.

## Mitgliedschaften
- Vorsitzender des Kuratoriums der Stiftung AMCHA
- Christlicher Vorsitzender der AG Juden und Christen beim Deutschen Evangelischen Kirchentag
- Mitglied des Kuratoriums des Instituts Kirche und Judentum
- Gründungsmitglied im Sprecher*innenrat der Bundesarbeitsgemeinschaft Kirche und Rechtsextremismus (BAG K+R)
- Mitglied im Expert*innenkreis Antisemitismus beim Senat von Berlin
- Mitglied im Beraterkreis Jehi ´Or (Jüdisches Bildungswerk für Demokratie – gegen Antisemitismus)
- EKD-Vertreter in der Stiftung Moses Mendelssohn Akademie Halberstadt

## Veröffentlichungen (Auswahl)

### Bücher
- mit Günther R. Eisele (Hrsg.): 30 Jahre Praktisch-Theologisches Ausbildungsinstitut Predigerseminar (Berlin-West): Denk-Schritte. Berlin 1989.
- (als Hrsg.): The third generation after the Shoah, between remembering, repressing and commemorating, attempts of a common time in Philadelphia, Berlin, Auschwitz. Evangelische Akademie Berlin. 1992.
- Das Gift der heiligen Kirche: eine Polemik um die Macht der Kirche in der Zeit der böhmischen Reformation; die Replik von Chelčický an Bischoff Rokycana. Berlin 1993, ISBN 978-3-88425-056-3.
- (als Hrsg.): Vom protestantischen Antijudaismus und seinen Lügen: Versuche einer Standort- und Gehwegbestimmung des christlich-jüdischen Gesprächs (= Tagungstexte Evangelische Akademie Sachsen-Anhalt.) Wittenberg 1994, ISBN 3-9805749-0-3.
- mit Björn Krondorfer (Hrsg.): Living in a Post-Shoah World (= Nachlese 5/94). Evangelische Akademie Berlin-Brandenburg 1994.
- mit Björn Krondorfer (Hrsg.): Living in a Post-Shoah World (= Nachlese 1/97). Evangelische Akademie Berlin-Brandenburg 1997.
- Lex Dei und Menschensatzung. Zum politisch-theologischen Streit um die Herrschaftsform der Kirche in der Zeit der böhmischen Reformation anhand der Replik Chelčickys an Rokycana. Eine kirchengeschichtlich-theologische Einordnung eines Stückes vergessener Reformationsgeschichte und die Übersetzung der Replik Chelčickys an Rokycana aus dem Alttschechischen. Inauguraldissertation zur Erlangung des Grades eines Doktors der Philosophie. Freie Universität Berlin 1997.
- mit Katherine Klinger (Hrsg.): Die Gegenwart der Geschichte des Holocaust: Intergenerationelle Tradierung und Kommunikation der Nachkommen. Beiträge einer Konferenz in Berlin 26. und 27. Januar 1997 (= Schriftenreihe des Institutes für vergleichende Geschichtswissenschaften). Berlin 1998, ISBN 978-3-9805206-1-4.
- mit Jochen Spielmann (Hrsg.): Nachträgliche Wirksamkeit - Vom Aufheben der Taten im Gedenken (= Schriftenreihe des Institutes für vergleichende Geschichtswissenschaften. Band 1). Berlin 1998, ISBN 3-9805206-0-9.

### Artikel und Buchbeiträge
- Das Aufbrechen von Stereotypen. Lernerfahrungen aus der Geschichte des jüdisch-christlichen Gesprächs. In: Walter Lesch (Hrsg.): Christentum und Populismus. Freiburg 2017. S. 162–173. ISBN 978-3-451-37973-4.
- Antisemitismuskritik in Kirche und Theologie heute. In: Meron Mendel, Astrid Messerschmidt (Hrsg.): Fragiler Konsens. Antisemitismuskritische Bildung in der Migrationsgesellschaft. Bonn 2017, ISBN 978-3-593-50781-1, S. 171–186.
- Christlicher Antisemitismus. Grundlegung für eine Umkehr. In: Matthias Grebe (Hrsg.): Polyphonie der Theologie. Verantwortung und Widerstand in Kirche und Politik. Stuttgart 2019, ISBN 978-3-17-035890-4, S. 367–376.
- mit Antia Haviv-Horiner: „Because of that war“ - Verbindendes und Trennendes in unserer deutsch-israelischen Freundschaft. In: Gisela Dachs (Hrsg.): Freundschaften Feindschaften. Essays. Berlin 2020, ISBN 978-3-633-54303-8.
- mit Marie Hecke: Die Wahrheit beginnt mit zwei. Die Bibel aus Ausgangspunkt einer antisemitismuskritischen außerschulischen Bildungsarbeit der Kirchen. In: Zeitschrift für Pädagogik und Theologie, Band 73 Heft 2. De Gryter 2021, ISSN 2366-7796.
- Die Zukunft der Erinnerung oder die Zukunft ist Erinnerung. In: Doron Kiesel, Natan Sznaider, Olaf Zimmernann (Hrsg.): Die Auseinandersetzung mit der Geschichte ist nie abgeschlossen. 75 Jahre nach der Befreiung von Auschwitz. Deutscher Kulturrat, 2021. ISBN 978-3-947308-30-9.
- mit Judith Petzke, Nina Schmidt: Rassismuskritischer Religionsunterricht im Digitalen Zeitalter. In: Ilona Nord, Judith Petzke (HRSG.): Religions-Didaktik. Diversitätsorientiert und digital. Praxishandbuch. Sek-Stufe I + II. Cornelsen 2023. ISBN 978-3-589-16761-6.
- Projektive Hermeneutik. Zum Zusammenhang von Antisemitismus und christlichem Selbst- und Schriftverständnis. In: Antijudaismus überwinden. Amt und Gemeinde, Zeitschrift für ev.-theolog. Impulse & Diskurse, Ausgabe 02/2024. ISSN 1680-4015.
- mit Kristina Herbst: „Bildstörungen – eine antisemitismuskritische Prozessbeschreibung“. In: Joachim Willems, Ariane Dihle (Hg.): Inventur. Schulbücher jüdisch-christlich bedenken. Betlz Juventa. 2025.
- Vorwort in der Kinderbibel: Nina Kölsch-Bunzen, Katharina von Kellenbach, Ariane Dihle: Gute Nachricht. Geschichten von Jesus für Kinder fair erzählt. Ariella Verlag. 2024.
- Zwischen Empathie, Solidarisierung und Distanzierung. Kirchliche Israel-Positionierungen und überdauernde Stereotype nach dem 7. Oktober. In: Olaf Glöckner, Günther Jieli (Hrsg.): Antisemitismus in Deutschland nach dem 7. Oktober 2023. Georg Olms Verlag, Baden-Baden 2025.

### Broschüren
- Christian Staffa u. a. (Hrsg.): Was tun, damit´s nicht brennt? Leitfaden zur Vermeidung von rassistisch aufgeladenen Konflikten im Umfeld von Sammelunterkünften für Flüchtlinge. Kooperation von Bundesarbeitsgemeinschaft Kirche und Rechtsextremismus, Evangelische Akademie zu Berlin, Mobile Beratung gegen Rechtsextremismus Berlin. 2014.
- Christian Staffa, Doron Kiesel, Sabena Donath: Ketzer, Judenfeind. Jüdische Perspektiven auf Martin Luther. In: Tagung der Evangelischen Akademie zu Berlin und des Zentralrats der Juden in Deutschland. Berlin 10.-12.6.2015. epd-Dokumentation 39/2015. S. 2.
- Christian Staffa (Hrsg.): „Ich will die Wahrheit“: über rassistische Routinen und den NSU-Terror - Zur Aufklärungsarbeit im Theater. Berlin 2016.
- Christian Staffa (Hrsg.): Funke-Flamme-Feuer. Zum europäischen Charakter der Reformation. epd Dokumentation 41/2017.
- Christian Staffa: Tagungsbericht zur Tagung „Antisemitismus als politische Theologie. Typologien und Welterklärungsmuster“ im Januar 2017 in Berlin.
- Christian Staffa, Peter Schreiner, Matthias Otte (Hrsg.): Ernstfall Schule. Die Rolle der Religionen in der Einwanderungsgesellschaft. Dokumentation einer Fachtagung am 22. November 2016 in Berlin. epd-Dokumentation 24/2017.
- Christian Staffa: Populismus und Radikalisierung. Das christliche Abendland – als populistisches und sich radikalisierendes Muster gesellschaftlicher Selbstbeschreibung und Versuche biblischer Gegenbilder. In: epd-Dokumentation 41/2018. S. 4.
- Christian Staffa u. a. (Hrsg.): Identität. Macht. Verletzung. Rassismuskritische theologische und Perspektiven. Kooperation BAG K+R, narrt, EAzB. 2018.
- Christian Staffa, Timo Versemann, Kristina Herbst (Hrsg. für EAzB): From #hatespeech to #hopespeech. Broschüre zum Projekt Netzteufel. 2019.
- Christian Staffa (Hrsg.): In Stein gemeißelt. Zum Umgang mit eingefurchten antisemitischen Bildern. epd-Dokumentation 04/2020.
- Christian Staffa, Nina Schmidt, Kristina Herbst, Juliane Ta Va, Dominik Gautier (Hrsg.): Hands On? Labor für antisemitismuskritisches Material. epd-Dokumentation 43/2020.
- Bundesarbeitsgemeinschaft Kirche+Rechtsextremismus, Evangelische Akademie zu Berlin (Hrsg.): Störung hat Vorrang. 2023.
- Christian Staffa (Hrsg.): Christliche Signatur des zeitgenössischen Antisemitismus. Dokumentation einer Fachtagung 27.–29. Juni 2022. epd-Dokumentation 37/2023.
- Christian Staffa (Hrsg.): Inventur. Schulbücher jüdisch-christlich bedenken. epd-Dokumentation 15/2024.
- Christian Staffa (Hrsg.): Bilderverbot?! - Zum Umgang mit antisemitischen Bildern an und in Kirchen. epd-Dokumentation 27-28/2022.
- Christian Staffa (Hrsg.): Zwischen Paternalismus und Partizipation. Sinti* und Roma* in Geschichte und Gegenwart kirchlicher Sozialarbeit. epd-Dokumentation 4-5/2024.